# Roberto Carvalho
Roberto Carvalho (Andrelândia, 1945) é um fisiculturista e levantador de peso básico brasileiro.. 
Roberto começou a praticar musculação aos 17 anos. Em 1971, ele ganhou seu primeiro título na modalidade de fisiculturismo. Em 2012, ficou em terceiro lugar no Mundial Master de Powerlifting e foi campeão sul-americano da modalidade, com recordes no agachamento (220 kg), supino (120 kg), levantamento terra (220 kg) e no total (540 kg).